# Schola Cantorum Amsterdam
De Schola Cantorum Amsterdam is een gregoriaans koor dat zich toelegt op het zingen van het officie. Feitelijk zijn er twee koren,  een Mannen- en een Vrouwenschola.
De Schola begon haar geschiedenis in 1959. Toen werd op initiatief van Kees Beerepoot vanuit het studentenkoor van de Amsterdamse Katholieke studentenvereniging Thomas een Schola Cantorum opgericht. De eerste mis die het koor verzorgde werd gehouden in de kapel van het St. Ignatiuscollege aan de Hobbemakade te Amsterdam, op zondag Gaudete, dat is de derde zondag van de Advent, de voorbereidingstijd van Kerstmis. De schola opereerde onder verschillende namen: Schola Cantorum van de Amsterdamse Studentenekklesia en Schola Cantorum van Amsterdamse Studenten (vanaf 1967); de naam Schola Cantorum Amsterdam is sinds 1981 in gebruik. De Schola stond onder leiding van Wim van Gerven (1929-2008). Daarna had het koor achtereenvolgens Eugeen Liven d' Abelardo (1994-2004) en Jerry Korsmit (2004-2008) als dirigent; van 2008 tot 2020 was Marcel Zijlstra de koorleider.  In 2006 richtte de SCA een Vrouwenschola op, die vanaf haar oprichting tot december 2012 onder leiding stond van Jerry Korsmit. Van 2013 tot februari 2020 leidde Marcel Zijlstra ook dit vrouwenkoor. De huidige dirigenten zijn Rens Tienstra (vanaf september 2020) en Laine Tabora (vanaf november 2020).
De Schola legt zich sinds 1978 toe op het repertoire van het kerkelijk officie. Dit betekent dat het koor de vespers verzorgt en op hoogtijdagen ook metten, lauden en andere getijden. Vermaard in dit verband is het officie van Pinksteren, dat vanaf 1980 tot in de jaren 90 elk jaar in zijn geheel gezongen werd.
Naast diensten verzorgde de Schola ook concerten, in samenwerking met organisten als Albert de Klerk, Bernard Bartelink en verzorgde het gregoriaans bij uitvoeringen van de Maria-vespers van Monteverdi, onder leiding van Louis Mol, Felix de Nobel, Nikolaus Harnoncourt, en Ton Koopman. Regelmatig liet het koor zich horen op het Festival Oude Muziek te Utrecht. In 2009, werden gregoriaanse gezangen gezongen bij uitvoeringen van het Requiem van Giuseppe Verdi met Holland Symfonia en het Nederlands Concertkoor onder leiding van Otto Tausk. In 2011 zong de Schola een nachtconcert in samenwerking met musici van het Koninklijk Concertgebouworkest in het Amsterdams Concertgebouw en verzorgde een optreden in het Stedelijk Museum in het kader van de manifestatie 'Hear it'.